# Rừng

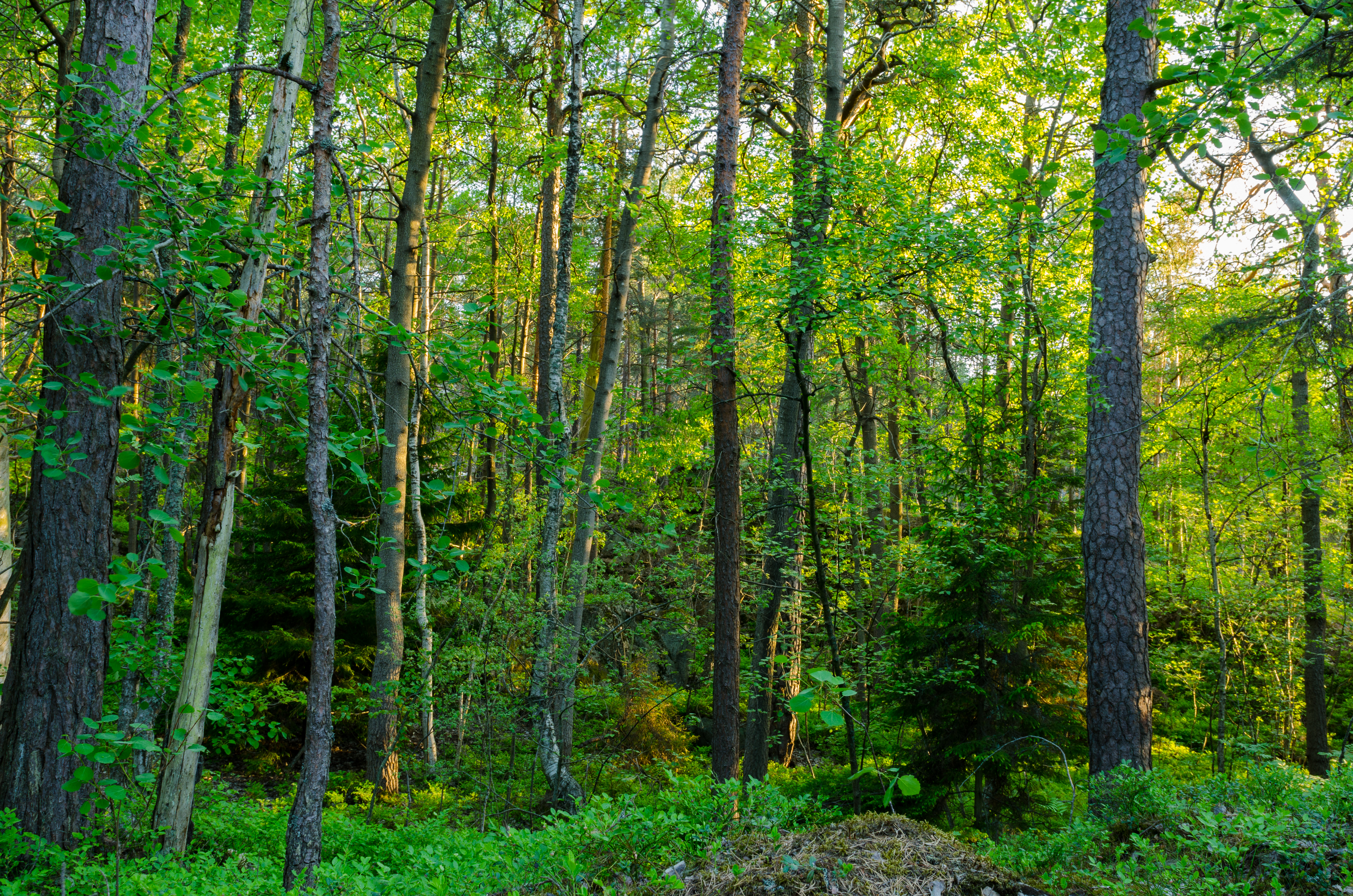
Một cảnh quan rừng ở Thụy Điển

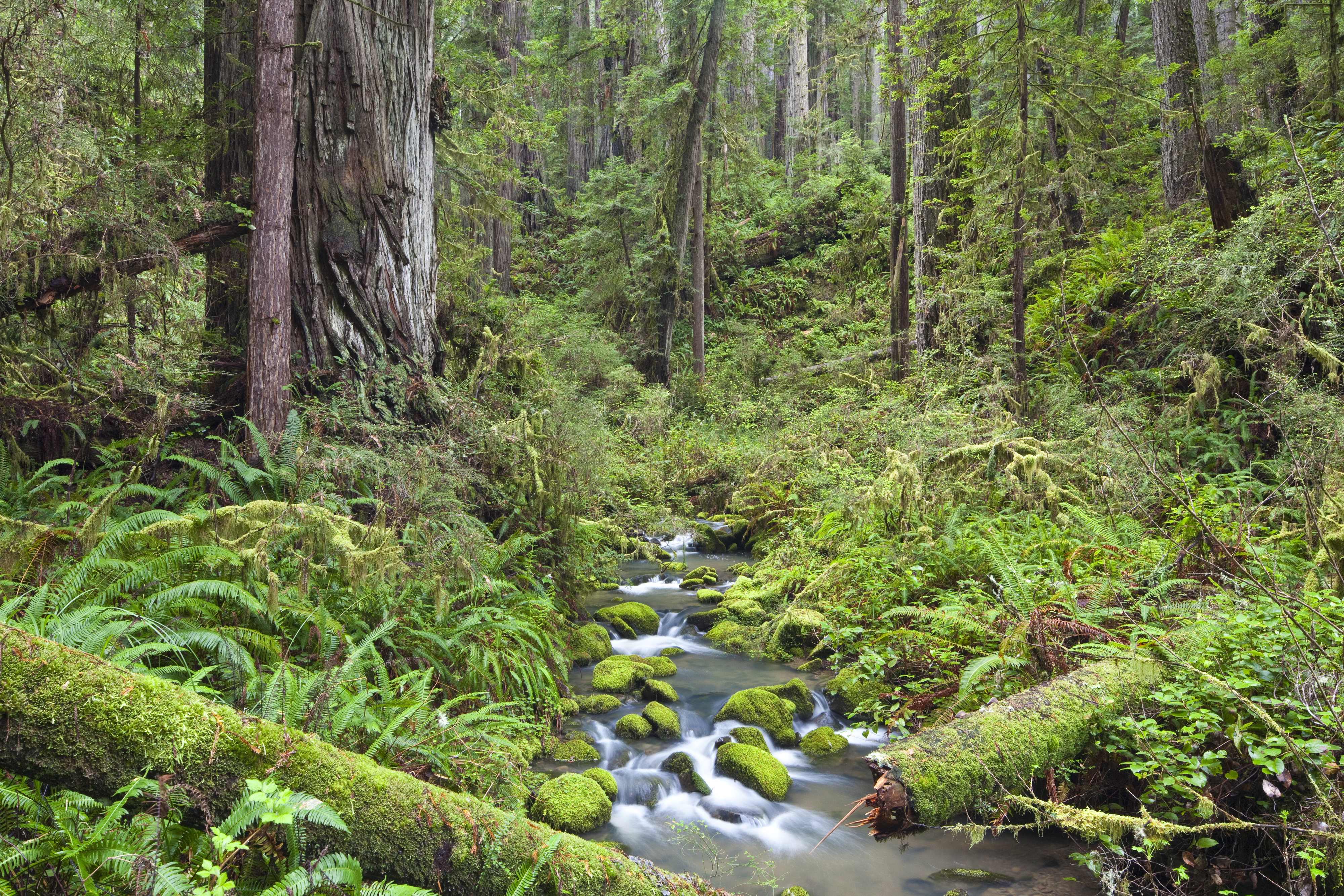
Một khu rừng ở California

Rừng là quần xã sinh vật trong đó cây rừng là thành phần chủ yếu. Nói cách khác, rừng là tập hợp của nhiều cây. Quần xã sinh vật phải có diện tích đủ lớn. Giữa quần xã sinh vật và môi trường, các thành phần trong quần xã sinh vật phải có mối quan hệ mật thiết để đảm bảo khác biệt giữa hoàn cảnh rừng và các hoàn cảnh khác.
Về cấu trúc đồ thị, xem bài Rừng (lý thuyết đồ thị)

## Định nghĩa

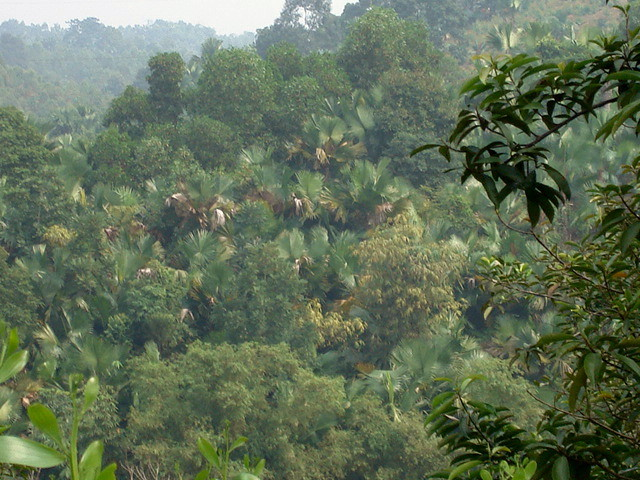
Rừng cọ tại một loại rừng mà cây cọ chiếm ưu thế trong số các loài cây ở đó

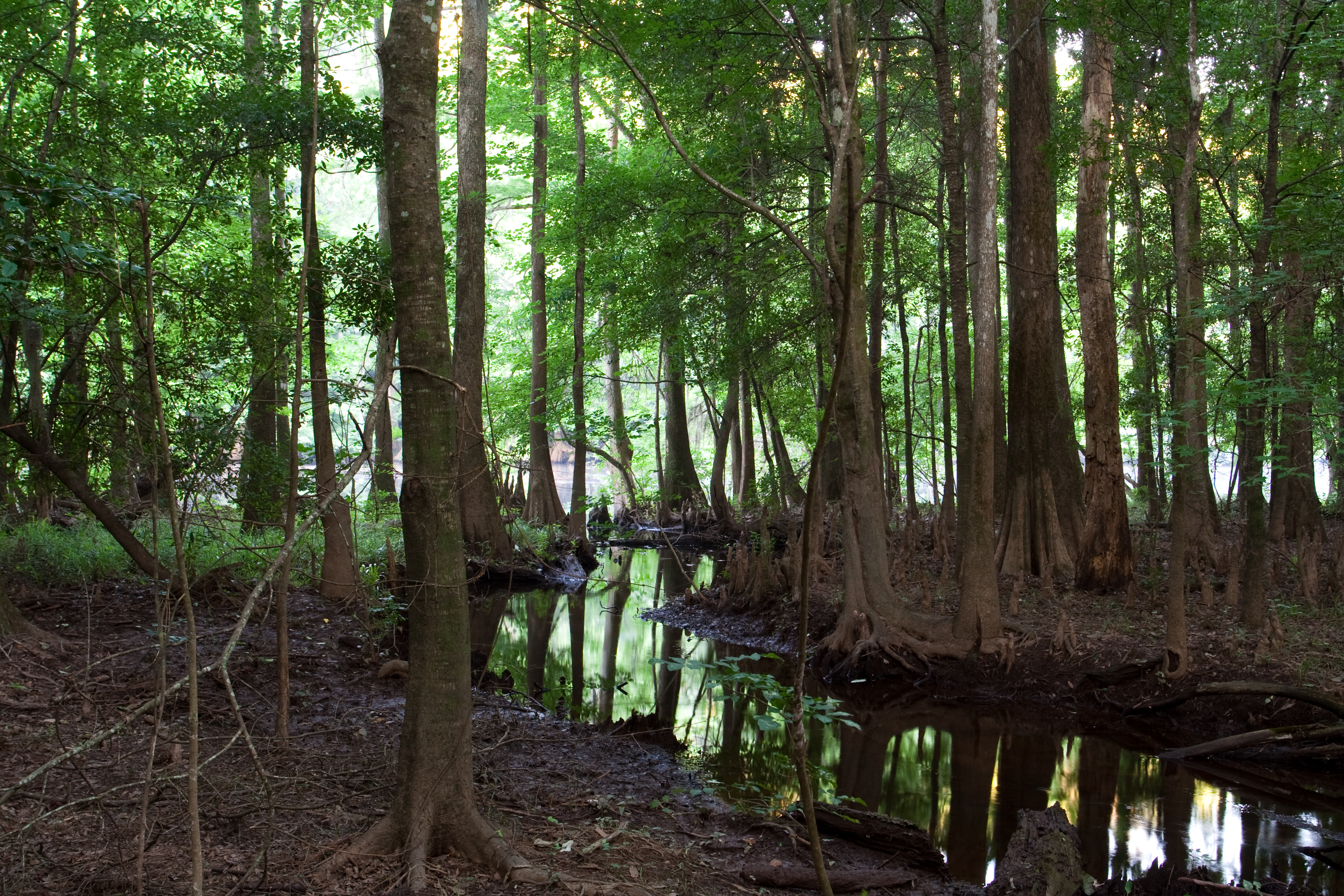
Một quan cảnh rừng ôn đới với con lạch chảy vắt qua nền rừng thường xanh

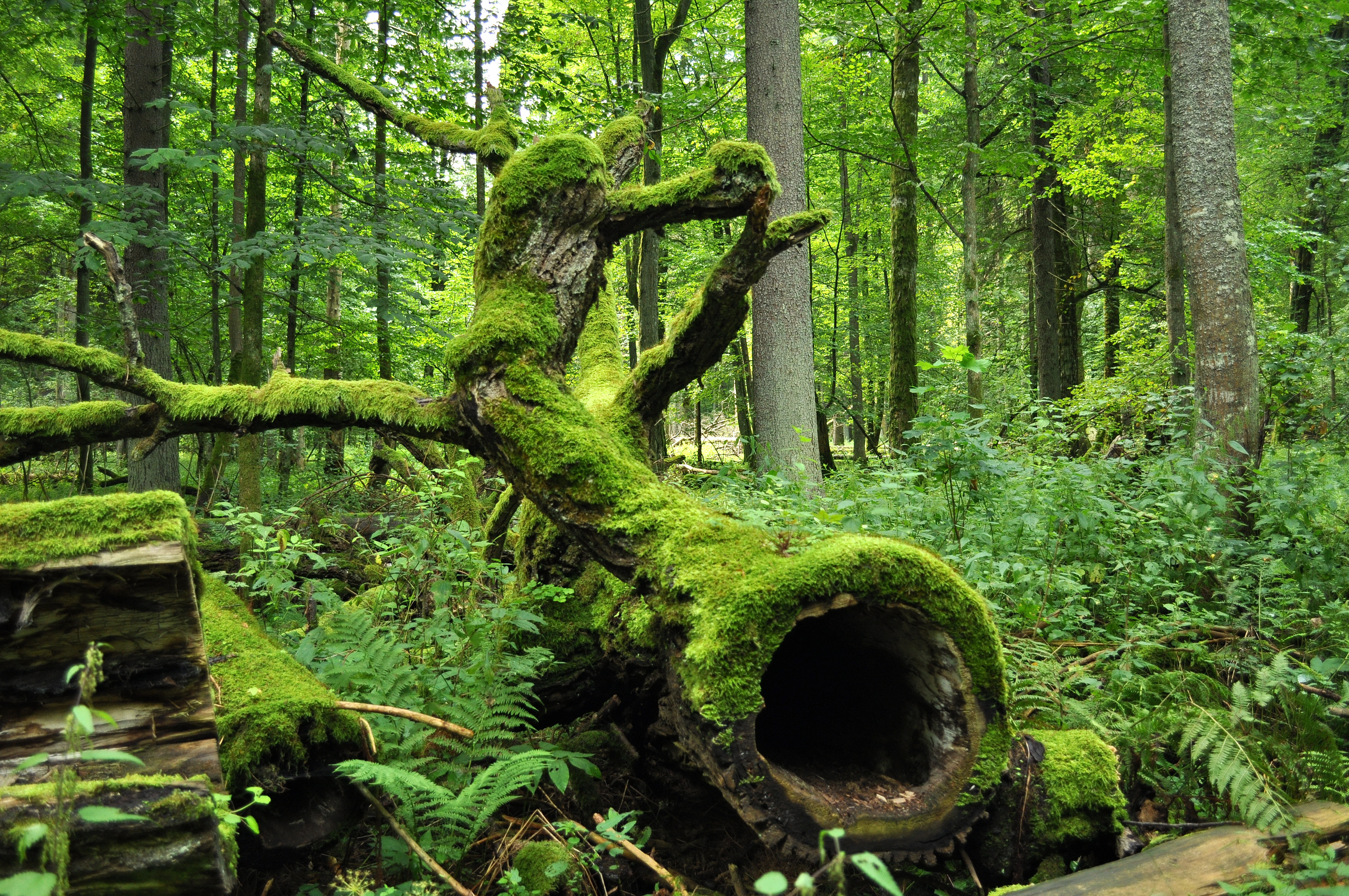
Rừng Bialowieza là rừng nguyên sinh ở Podlaskie, Ba Lan,

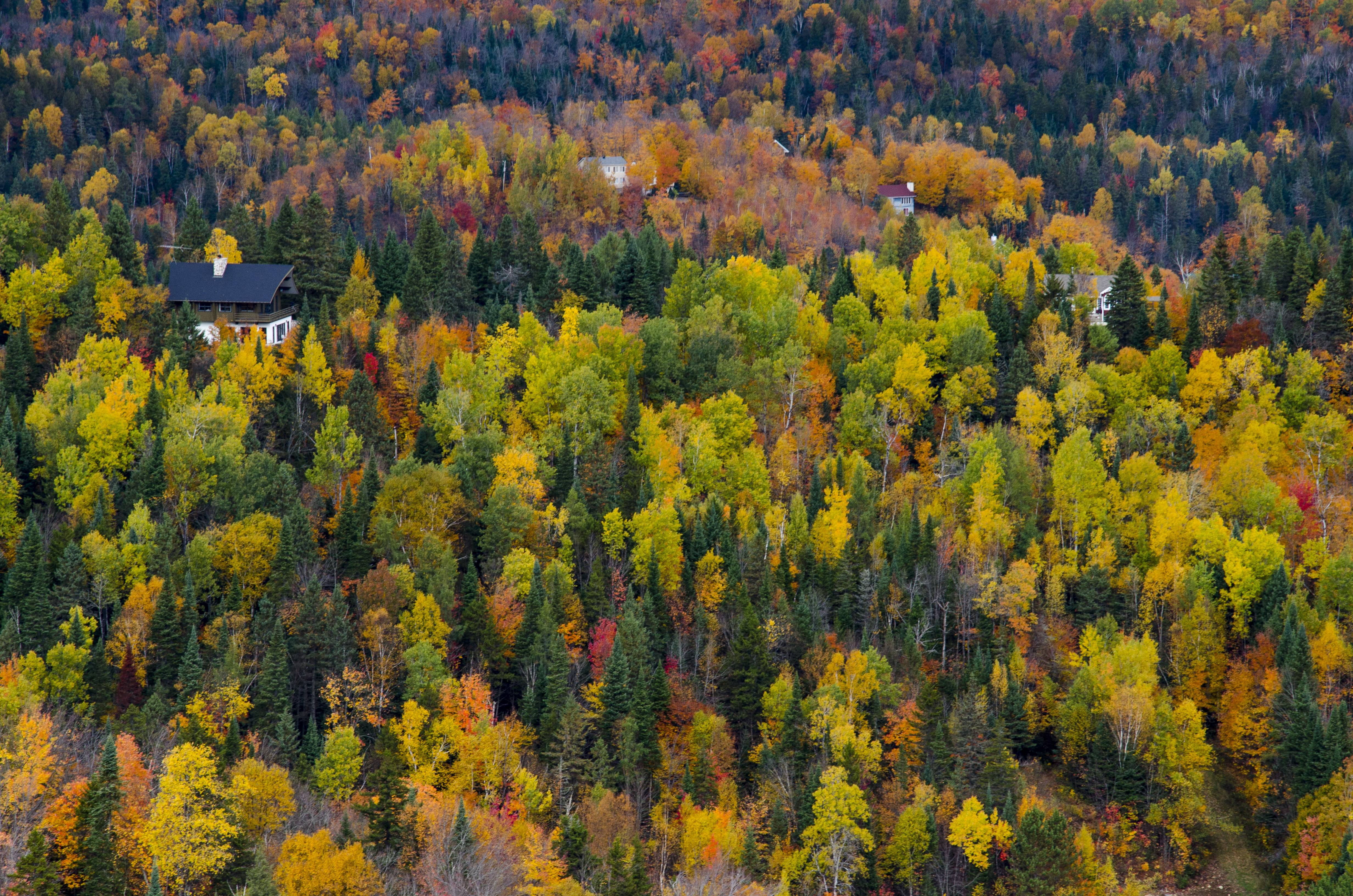
Mùa thu trong Rừng cây lá kim và lá hỗn hợp ở Quebec

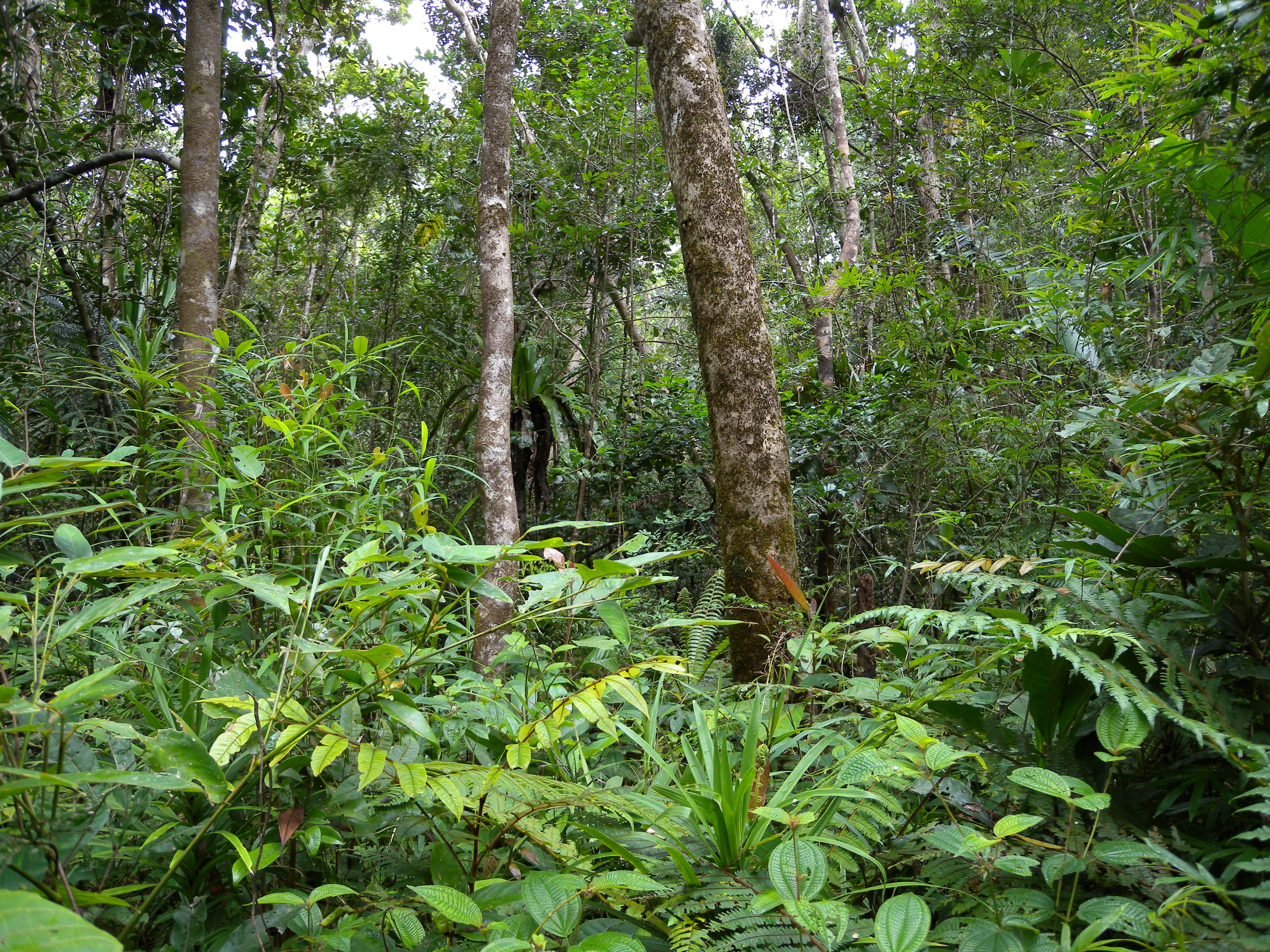
Rừng mưa nhiệt đới ở đảo Sainte Marie, Madagascar

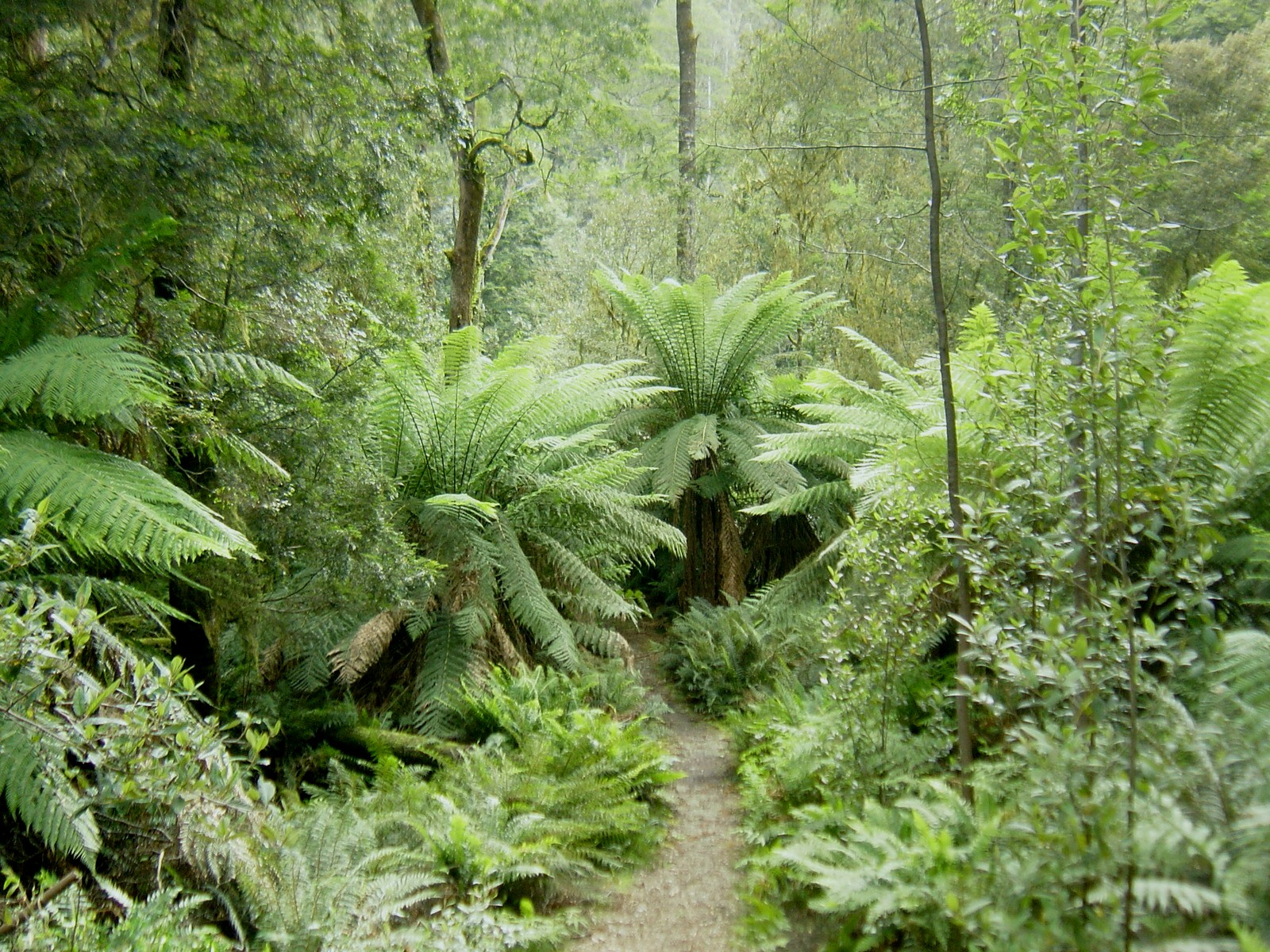
Rừng mưa ôn đới ở Tasmania

Ngay từ thuở sơ khai, con người đã có những khái niệm cơ bản nhất về rừng. Rừng là nơi cung cấp những thứ phục vụ cuộc sống của họ. Lịch sử càng phát triển, những khái niệm về rừng được tích lũy, hoàn thiện thành những học thuyết về rừng. Năm 1817, H.Cotta (người Đức) đã xuất bản tác phẩm Những chỉ dẫn về lâm học, đã trình bày tổng hợp những khái niệm về rừng. Ông có công xây dựng học thuyết về rừng có ảnh hưởng đến nước Đức và châu Âu trong thế kỷ 19. Năm 1912, G.F.Morodop công bố tác phẩm Học thuyết về rừng. Sự phát triển hoàn thiện của học thuyết này về rừng gắn liền với những thành tựu về sinh thái học.
Năm 1930, Morozov đưa ra khái niệm: Rừng là một tổng thể cây gỗ, có mối liên hệ lẫn nhau, nó chiếm một phạm vi không gian nhất định ở mặt đất và trong khí quyển. Rừng chiếm phần lớn bề mặt Trái Đất và là một bộ phận của cảnh quan địa lý. Năm 1952, M.E. Tcachenco phát biểu: Rừng là một bộ phận của cảnh quan địa lý, trong đó bao gồm một tổng thể các cây gỗ, cây bụi, cây cỏ, động vật và vi sinh vật. Trong quá trình phát triển của mình chúng có mối quan hệ sinh học và ảnh hưởng lẫn nhau và với hoàn cảnh bên ngoài. Năm 1974, I.S. Mê-lê-khôp cho rằng: Rừng là sự hình thành phức tạp của tự nhiên, là thành phần cơ bản của sinh quyển địa cầu.

## Vai trò

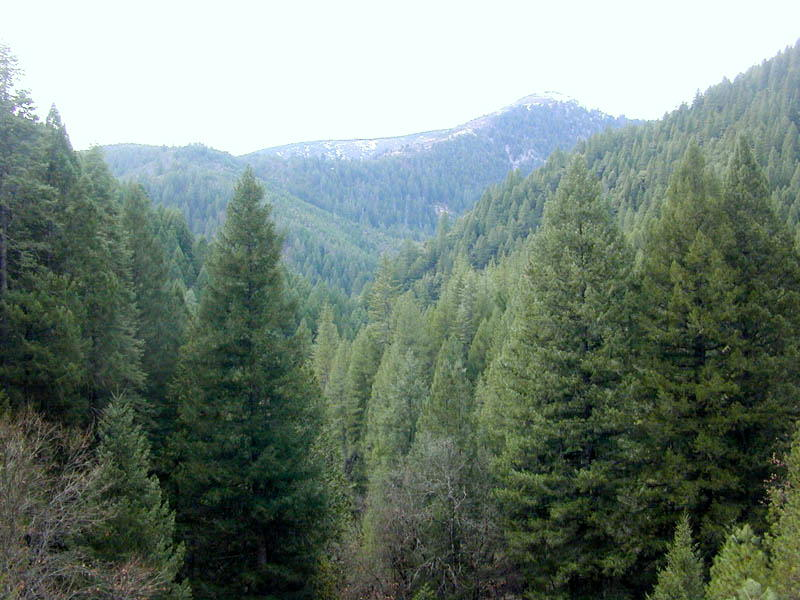
Rừng ở Bắc Mỹ

- Nếu như tất cả thực vật trên Trái Đất đã tạo ra 53 tỷ tấn sinh khối (ở trạng thái khô tuyệt đối là 64%) thì rừng chiếm 37 tỷ tấn (70%). Và các cây rừng sẽ thải ra 52,5 tỷ tấn (hay 44%) oxy để phục vụ cho hô hấp của con người, động vật và sâu bọ trên Trái Đất trong khoảng 2 năm (S.V. Belov 1976).
- Rừng là thảm thực vật của những cây thân gỗ trên bề mặt Trái Đất, giữ vai trò to lớn đối với con người như: cung cấp nguồn gỗ, củi, điều hòa khí hậu, tạo ra oxy, điều hòa nước, nơi cư trú động thực vật và tàng trữ các nguồn gen quý hiếm.
- Một hecta rừng hàng năm tạo nên sinh khối khoảng 300 – 500 kg, 16 tấn oxy (rừng thông 30 tấn, rừng trồng 3 - 10 tấn).
- Mỗi người một năm cần 4.000kg O2 tương ứng với lượng oxy do 1.000 - 3.000 m² cây xanh tạo ra trong một năm.
- Nhiệt độ không khí rừng thường thấp hơn nhiệt độ đất trống khoảng 3 - 5 °C.
- Rừng bảo vệ và ngăn chặn gió bão, cát.
- Lượng đất xói mòn của vùng có rừng chỉ bằng 10% lượng đất xói mòn của vùng không có rừng.
- Rừng là nguồn cung cấp gen vô tận cho con người, là nơi cư trú của các loài động thực vật quý hiếm.
- Vì vậy tỷ lệ đất có rừng che phủ của một quốc gia là một chỉ tiêu an ninh môi trường quan trọng (diện tích đất có rừng đảm bảo an toàn môi trường của một quốc gia tối ưu là ≥ 45% tổng diện tích).

## Đặc điểm

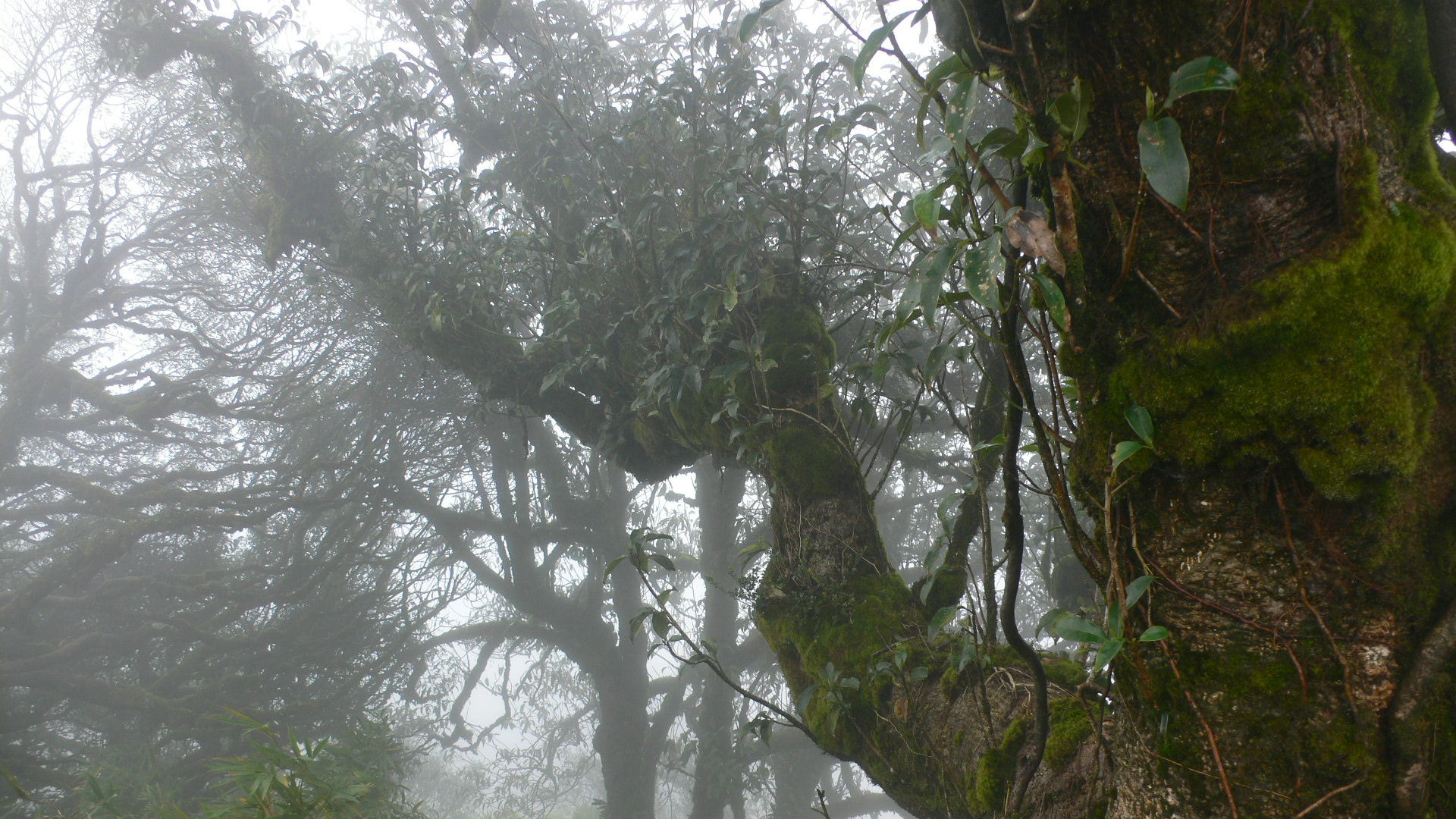
Rừng sương mù cận nhiệt đới Phia Bắc, Nguyên Bình, Cao Bằng, Việt Nam

- Rừng là một thể tổng hợp phức tạp có mối quan hệ qua lại giữa các cá thể trong quần thể, giữa các quần thể trong quần xã và có sự thống nhất giữa chúng với hoàn cảnh trong tổng hợp đó.
- Rừng luôn luôn có sự cân bằng động, có tính ổn định, tự điều hòa và tự phục hồi để chống lại những biến đổi của hoàn cảnh và những biến đổi về số lượng sinh vật, những khả năng này được hình thành do kết quả của sự tiến hóa lâu dài và kết quả của sự chọn lọc tự nhiên của tất cả các thành phần rừng.
- Rừng có khả năng tự phục hồi và trao đổi cao.
- Rừng có sự cân bằng đặc biệt về sự trao đổi năng lượng và vật chất, luôn luôn tồn tại quá trình tuần hoàn sinh vật, trao đổi vật chất năng lượng, đồng thời nó thải ra khỏi hệ sinh thái các chất và bổ sung thêm vào đó một số chất từ các hệ sinh thái khác.
- Sự vận động của các quá trình nằm trong các tác động tương hỗ phức tạp dẫn tới sự ổn định bền vững của hệ sinh thái rừng.
- Rừng có phân bố địa lý,khắp trên thế giới

## Cấu trúc rừng
Cấu trúc rừng là quy luật sắp xếp tổ hợp của các thành phần cấu tạo nên quần thể thực vật rừng theo không gian và thời gian.

### Cấu trúc tổ thành

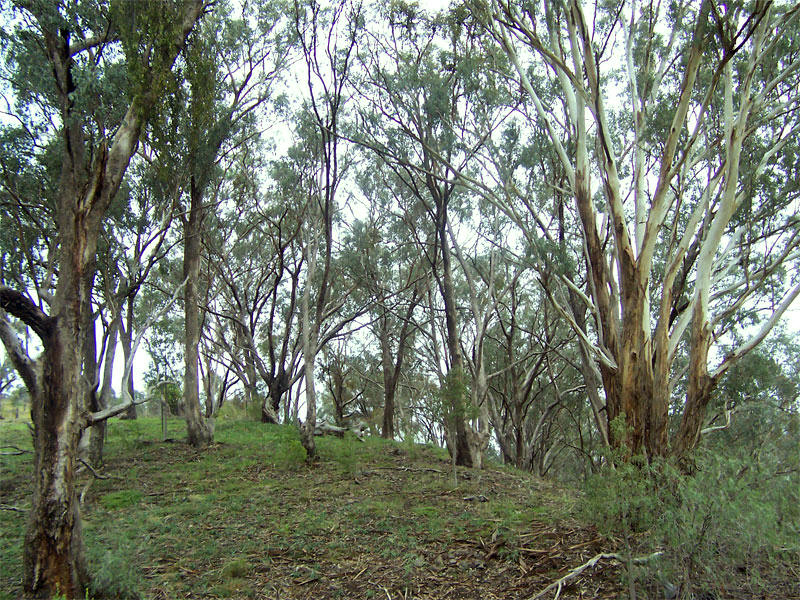
Rừng bạch đàn-Rừng đơn ưu cây bạch đàn

Tổ thành là nhân tố diễn tả số loài tham gia và số cá thể của từng loài trong thành phần cây gỗ của rừng. Hiểu một cách khác,tổ thành cho biết sự tổ hợp và mức độ tham gia của các loài cây khác nhau trên cùng đơn vị thể tích.
Trong một khu rừng nếu một loài cây nào đó chiếm trên 95% thì rừng đó được coi là rừng thuần loài, còn rừng có từ 2 loài cây trở lên với tỷ lệ sấp xỉ nhau thì là rừng hỗn loài.
Tổ thành của các khu rừng nhiệt đới thường phong phú về các loài hơn là tổ thành các loài cây của rừng ôn đới.

### Cấu trúc tầng thứ

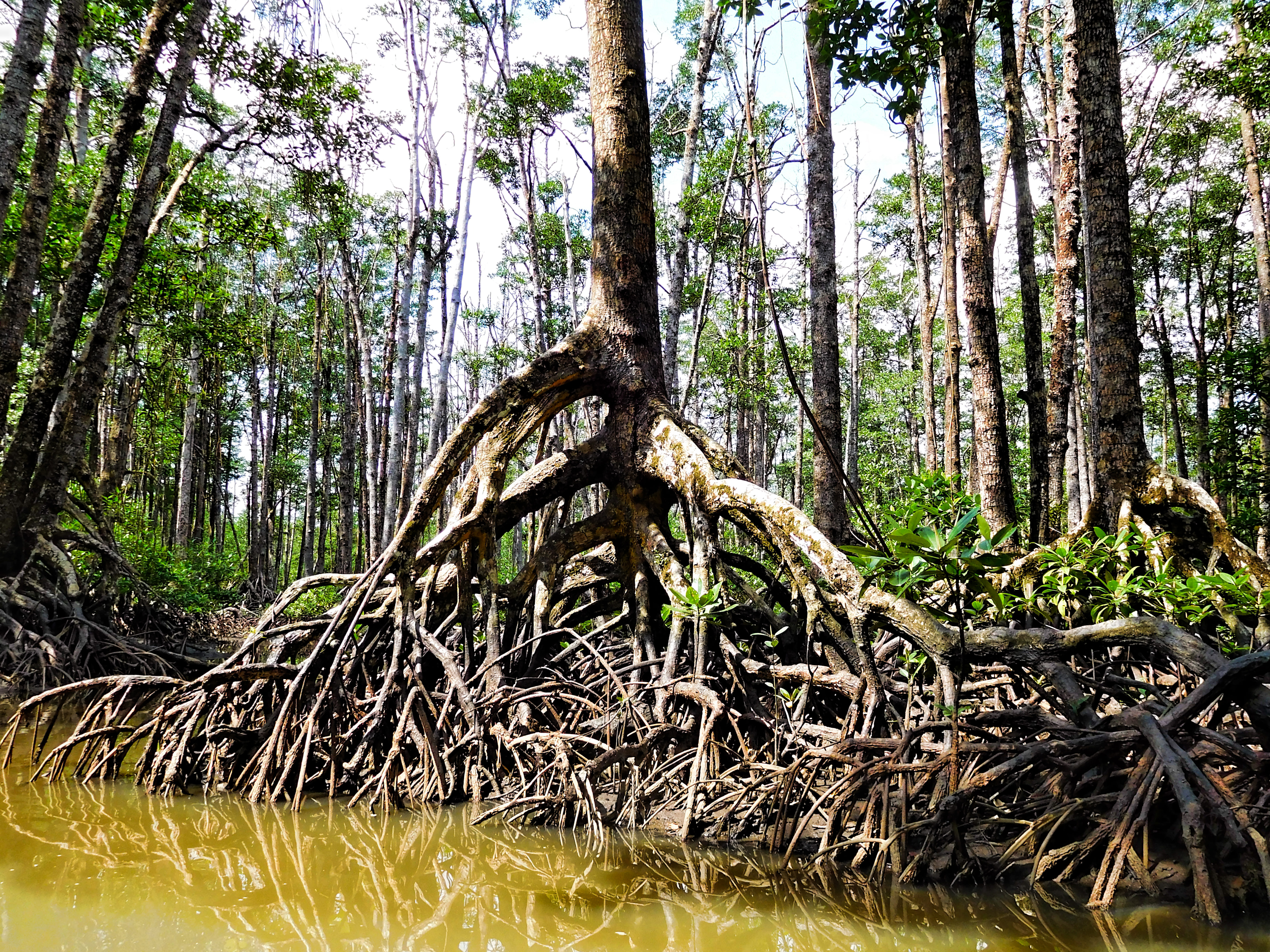
Rễ cây ngập mặn khi thủy triều xuống trong Rừng ngập mặn ở Vườn quốc gia sông ngầm Puerto Princes

Sự phân bố theo không gian của tầng cây gỗ theo chiều thẳng đứng, phụ thuộc vào đặc tính sinh thái học, nhu cầu ánh sáng của các loài tham gia tổ thành. Cấu trúc tầng thứ của các hệ sinh thái rừng nhiệt đới thước nhiều tầng thứ hơn các hệ sinh thái rừng ôn đới.
Một số cách phân chia tầng tán:
- Tầng vượt tán: Các loài cây vươn cao trội hẳn lên, không có tính liên tục.
- Tầng tán chính (tầng ưu thế sinh thái): Cấu tạo nên tầng rừng chính,có tính liên tục.
- Tầng dưới tán: Gồm những cây tái sinh và những cây gỗ ưa bóng.
- Tầng thảm tươi: Chủ yếu là các loài thảm tươi.
- Thực vật ngoại tầng: Chủ yếu là các loài thân leo.

### Cấu trúc tuổi
Cấu trúc về mặt thời gian, trạng thái tuổi tác của các loài cây tham gia hệ sinh thái rừng, sự phân bố này có mối liên quan chặt chẽ với cấu trúc về mặt không gian.
Trong nghiên cứu và kinh doanh rừng người ta thường phân tuổi lâm phần thành các cấp tuổi. Thường thì mỗi cấp tuổi có thời gian là 5 năm, nhiều khi là các mức 10, 15, hoặc 20 năm tùy theo đổi tượng và mục đích.

### Cấu trúc mật độ
Cấu trúc mật độ phản ánh số cây trên một đơn vị diện tích. Phản ảnh mức độ tác động giữa các cá thể trong lâm phần. Mật độ ảnh hưởng đến tiểu hoàn cảnh rừng, khả năng sản xuất của rừng. Theo thời gian, cấp tuổi của rừng thì mật độ luôn thay đổi. Đây chính là cơ sở của việc áp dụng các biện pháp kỹ thuật lâm sinh trong kinh doanh rừng.

### Một số chỉ tiêu cấu trúc khác

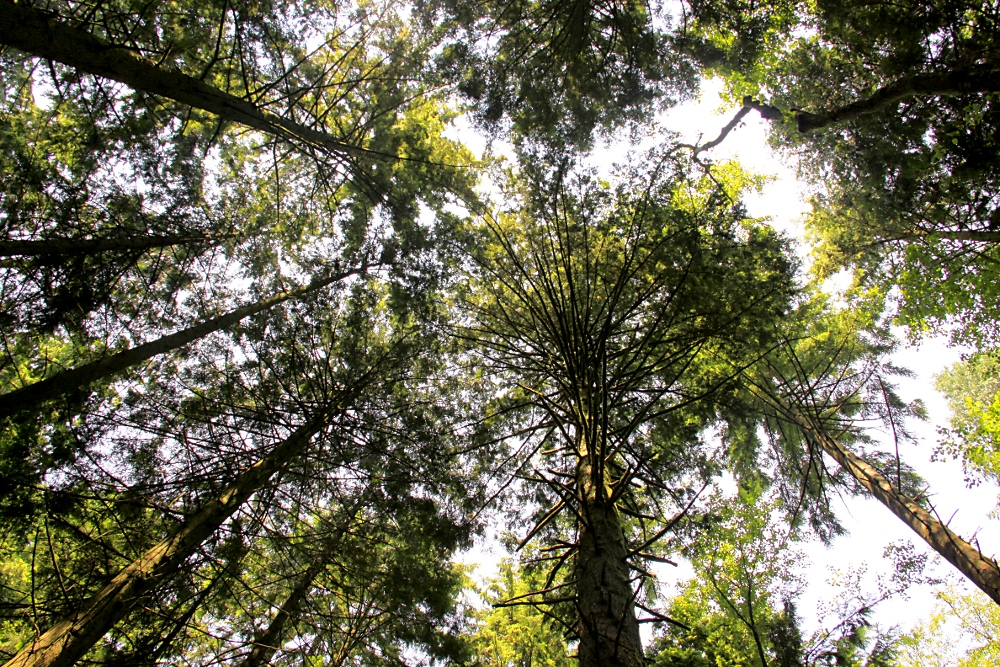
Độ tàn che là mức độ che phủ của tán cây

- Độ che phủ: Là tỷ lệ diện tích rừng trên một đơn vị diện tích hay lãnh thổ. Ví dụ độ che phủ của rừng ở Việt Nam năm 2005 là 35,5%.
- Độ tàn che: Là mức độ che phủ của tán cây rừng. Người ta thường phân chia theo các mức từ: 0,1; 0,2;...0.9;1.
- Mức độ khép tán: Mức độ này thể hiện sự giao tán giãu các cá thể. Cũng là chỉ tiêu để xác định giai đoạn rừng.
- Phân bố mật độ theo đường kính: Biểu đồ và hàm toán học phân bố mật độ cây rừng theo chỉ tiêu đường kính.
- Phân bố mật độ theo chiều cao: Tương tự như với đường kính chỉ khác là căn cứ theo chiều cao.

## Phát triển của rừng
Giống cá thể sinh vật, rừng cũng có sự biến đổi theo thời gian. Nesterop (1949) đã chia quá trình phát triển của rừng thành các giai đoạn: (chủ yếu áp dụng cho rừng trồng, rừng ôn đới).
- Rừng non: Mối quan hệ giữa các cây gỗ là mối quan hệ hỗ trợ. Chỉ xuất hiện mối quan hệ cạnh tranh giữ cây gỗ và cây bụi thảm tươi.
- Rừng sào: Rừng bắt đầu khép tán, xuất hiện quan hệ cạnh tranh gay gắt về ánh sáng và chiều cao giữa các cá thể cây gỗ. Giai đoạn này cây gỗ phát triển mạnh về chiều cao.
- Rừng trung niên: Rừng khép tán hoàn toàn, sự phát triển về chiều cao chậm lại, có sự phát triển về đường kính. Rừng đã thành thục về tái sinh.
- Rừng gần già: Giai đoạn này có sự phân chia không rõ với 2 giai đoạn liền trước và liền sau của nó. Trong giai đoạn này cây rừng vẫn có sự ra hoa kết quả và tăng trưởng về đường kính.
- Rừng già: Trữ lượng cây gỗ đạt tối đa. Có một vài cây gỗ già, chết. Tán cây thưa dần, cây rừng vẫn ra hoa kết quả nhưng chất lượng không tốt.
- Rừng quá già: Cây tầng cao ngừng trệ sinh trưởng, ra hoa quả ít, chống đỡ bệnh tật kém, có hiện tượng rỗng ruột và dễ dàng gãy đổ.

## Diễn thế rừng
Hệ sinh thái rừng với những đặc trưng riêng, luôn vận động và biến đổi không ngừng. Quá trình này được gọi chung là động thái rừng. Diễn thế rừng là một trong các trạng thái vận động của hệ sinh thái rừng bao. Diễn thế rừng là sự thay thế thế hệ rừng này bằng thế hệ rừng khác mà trong đó tổ thành loài cây cao - nhất là loài cây ưu thế sinh thái - có sự thay đổi cơ bản. Nói cách khác, diễn thế rừng là sự thay thế hệ sinh thái rừng này bằng hệ sinh thái rừng khác. Hiểu theo một các đơn giản nhất, diễn thế rừng không phải là sự thay thế các thế hệ cây rừng mà là sự thay thế các loài cây rừng.
Ví dụ:
- Cỏ → Cây bụi → Cây cao ưa sáng → Cây cao chịu bóng.
- Rừng → Rừng gỗ + Tre nứa → Cây bụi → Cỏ.

Nguyên nhân của diễn thế rừng theo Sucasov (1954, 1964) có thể là mối quan hệ tác động cạnh tranh lẫn nhau giữa các loài, loài nào cạnh tranh tốt thì sẽ chiếm ưu thế, Ví dụ như diễn thế rừng ngập mặn: Mắm → Giá, Vẹt. Hoặc có thể là do sự cạnh tranh giữa các loài làm thay đổi môi trường sống, xuất hiện 1 loài mới đến định cư. Ngoài ra còn chịu tác động của nhiều nguyên nhân bên ngoài khác như: đất đai biến đổi, các nạn dịch sâu bệnh (ví dụ: dịch châu chấu), tác động mãnh liệt của con người.
Phân loại diễn thế theo các căn cứ khác nhau: Theo chiều hướng diễn thế, phân thành hai loại: Diễn thế tiến hóa và diễn thế thoái hoá. Theo nguồn gốc diễn thế, phân thành hai loại: Diễn thế nguyên sinh và diễn thế thứ sinh.

### Diễn thế nguyên sinh
Là sự hình thành rừng ở những nơi hoàn toàn chưa hề có rừng, trải qua 1 loạt các sự biến đổi của các quần xã thực vật khác nhau cuối cùng hình thành nên quần xã thực vật rừng tương đối ổn định.
Diễn thế nguyên sinh gồm 4 pha:
- Di cư: Sự di cư các mầm mống thực vật đến vùng đất mới.
- Định cư: Các mầm mống thực vật thích nghi, phát triển những thế hệ đầu tiên.
- Quần tập: Xuất hiện tái sinh tự nhiên.
- Xâm nhập: Nhóm thực vật khác xâm nhập vào nhóm thực vật đã thích nghi ổn định trước và đã tác động đến môi trường sống.

Ví dụ: Diễn thế rừng ngập mặn. Cây Mắm, Sú đã tiên phong xâm nhập vùng đất ngập nước mới lắng động cát ở ven bờ, chúng thích nghi và phát triển, cố định cát bùn, làm thay đổi dần môi trường sống, đến 1 giai đoạn nào đó sẽ xuất hiện sự xâm nhập của Vẹt, Rà, các loài này sẽ chiếm ưu thế và lấn áp loài cũ để phát triển thành quần xã ưu thế, môi trướng sống sẽ thay đổi,tích lũy nhiều mùn hơn, cạn hơn. Sau giai đoạn này sẽ xuất hiện các loài sống bán ngập (Đước), tiến dần đế xuất hiện các loài thực vật sống cạn (Tràm).

### Diễn thế thứ sinh
Diễn thế thứ sinh diễn ra trên cơ sở diễn thế nguyên sinh, bắt đầu từ khi hệ sinh thái rừng bị tác động từ bên ngoài (khai thác, chặt phá, nương rẫy...), sau đó là phục hồi rừng và hình thành nên các rừng thứ sinh. Các nhân tố ảnh hưởng đến diễn thế thứ sinh: Hình thức và mức độ tác động vào rừng, điều kiện khí hậu,thổ nhưỡng. Ví dụ: Nương rẫy hoang hóa → Cây bụi → Các loài ưa sáng → Rừng thứ sinh.

## Các loại rừng
- Rừng nguyên sinh
- Rừng thứ sinh
- Rừng thường xanh
- Rừng rậm
- Rừng thưa
- Rừng khộp
- Rừng rụng lá ôn đới
- Rừng núi cao
- Rừng ôn đới
- Rừng mưa
- Rừng mưa nhiệt đới
- Rừng mưa ôn đới
- Rừng mưa Amazon
- Rừng ngập nước
- Rừng sương mù
- Rừng ngập mặn
- Rừng lá rộng và hỗn hợp ôn đới
- Rừng lá kim ôn đới

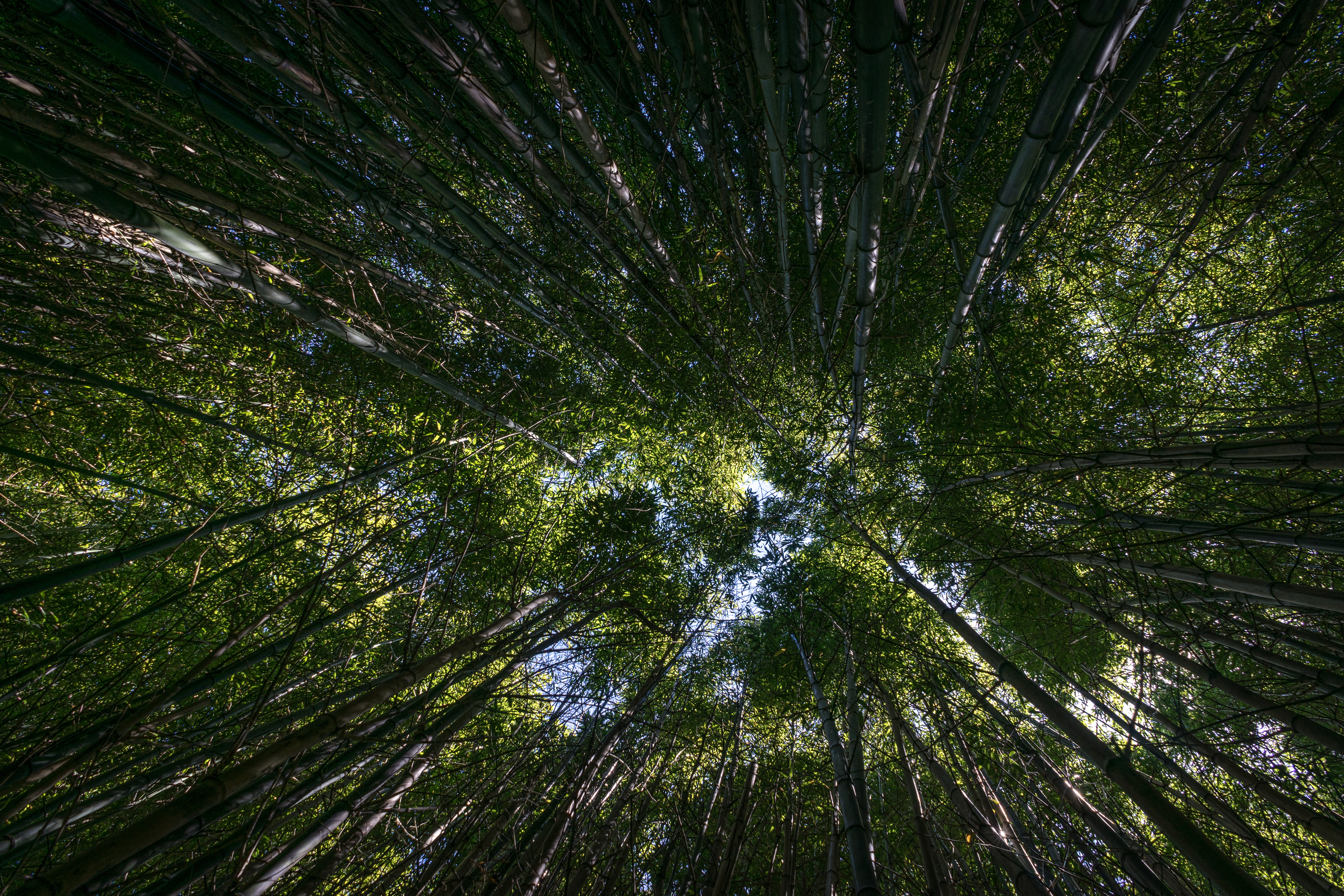

- Rừng lá kim nhiệt đới và cận nhiệt đới
- Rừng lá kim hỗn hợp
- Rừng lá rộng khô cận nhiệt đới và nhiệt đới
- Rừng kín thường xanh mưa ẩm nhiệt đới Việt Nam
- Rừng đặc dụng